# Phyllonorycter eugregori
Phyllonorycter eugregori är en fjärilsart som beskrevs av Lastuvka 2006. Phyllonorycter eugregori ingår i släktet guldmalar, och familjen styltmalar.
Artens utbredningsområde är:
- Tjeckien.
- Slovakien.
- Ungern.
- Kroatien.
- Serbien.

Inga underarter finns listade i Catalogue of Life.